# Undeuchaeta intermedia
Undeuchaeta intermedia är en kräftdjursart som beskrevs av A. Scott 1909. Undeuchaeta intermedia ingår i släktet Undeuchaeta och familjen Aetideidae. Inga underarter finns listade i Catalogue of Life.